# Ischnothele
Ischnothele là một chi nhện trong họ Dipluridae.